# Год, Эрнст
Эрнст Год (нем. Ernst Good; род. 14 января 1950, Флумс) — швейцарский горнолыжник, специалист по слалому и гигантскому слалому. Выступал за сборную Швейцарии по горнолыжному спорту в 1975—1977 годах, серебряный призёр зимних Олимпийских игр в Инсбруке, обладатель серебряной медали мирового первенства, серебряный и дважды бронзовый призёр этапов Кубка мира.

## Биография
Эрнст Год родился 14 января 1950 года в коммуне Флумс кантона Санкт-Галлен, Швейцария. Проходил подготовку в местном лыжном клубе Skiclub Flumserberg.
Выступал в составе швейцарской национальной сборной начиная с середины 1970-х годов. В январе 1975 года впервые вошёл в десятку сильнейших на этапе Кубка мира, заняв девятое место в гигантском слаломе на домашних соревнованиях в Адельбодене.
В следующем сезоне впервые поднялся на пьедестал почёта Кубка мира, получив серебряную медаль на этапе в итальянском Мадонна-ди-Кампильо. По итогам сезона в зачёте гигантского слалома занял пятое место, тогда как в обычном слаломе стал девятнадцатым (в общем зачёте разместился на двенадцатой строке).
Наибольшего успеха в своей спортивной карьере добился в сезоне 1976 года, когда удостоился права защищать честь страны на зимних Олимпийских играх в Инсбруке. В слаломе финишировать не смог, провалив первую попытку, тогда как в гигантском слаломе по сумме двух спусков показал второй результат и тем самым завоевал серебряную олимпийскую награду, пропустив вперёд только соотечественника Хайни Хемми. Поскольку на этих Играх разыгрывалось также мировое первенство, Год дополнительно получил серебряную медаль чемпионата мира.
После инсбрукской Олимпиады Эрнст Год ещё в течение некоторого времени оставался в главной горнолыжной команде Швейцарии и продолжал принимать участие в крупнейших международных соревнованиях. Так, в начале 1977 года он ещё дважды попал в десятку сильнейших на этапах Кубка мира, в том числе выиграл бронзовую медаль в гигантском слаломе на этапе в японском Фурано.
Завершив карьеру профессионального спортсмена, занимался ресторанным бизнесом во Флумсе.
Его младшая сестра Рита Год тоже добилась определённого успеха в горнолыжном спорте, выступала на Олимпийских играх в Саппоро.